# Monumento a los Conquistadores del Espacio

Comparación de los monumentos más altos de Rusia

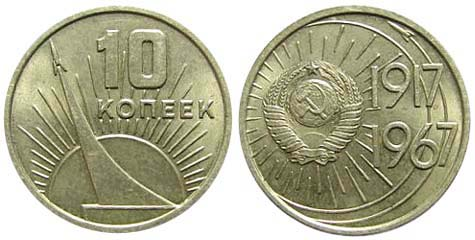
El monumento fue reproducido en las monedas soviéticas en 1967.

El Monumento a los Conquistadores del Espacio (del ruso: Монумент «Покорителям космоса») fue erigido en Moscú, URSS, en 1964, para celebrar las conquistas del pueblo soviético relativas a la exploración espacial. Es un monumento de titanio de forma similar a un obelisco curvado por una parábola y representa el lanzamiento de un cohete de 11 metros montado en su parte superior. En su interior está localizado el Museo de Cosmonáutica.
El monumento se localiza junto a la entrada principal del «Centro Panruso de Exposiciones» (antes de 1992 conocido como la «Exhibición de Logros de la Economía Naciona»l, VDNKh) en el distrito de Ostankinsky, en la zona noreste de Moscú, cerca de Prospekt Mira. El acceso a través de metro es en la estación VDNKh.

## Historia
En marzo de 1958, unos cuantos meses después del lanzamiento del satélite artificial Sputnik 1, se anunció un concurso para el diseño de un obelisco para conmemorar el comienzo de la era espacial. Se recibieron más de 350 propuestas, entre las cuales se eligió como ganadora a la del escultor A.P. Faidysh-Krandievsky y los arquitectos A.N. Kolchin y M.O. Barshch. La construcción duró varios años, hasta que el monumento fue inaugurado el 4 de octubre de 1964, coincidiendo con el séptimo aniversario del lanzamiento del Sputnik 1.
El diseño del monumento contemplaba el alojamiento de un museo en su base. Sin embargo, el museo, llamado no fue terminado sino hasta el 10 de abril de 1981, dos días antes del vigésimo aniversario del vuelo de Yuri Gagarin.

## Diseño
La mayor parte del monumento consiste en un obelisco gigantesco, coronado por un cohete espacial, de modo que el obelisco parece la columna de humo del escape de la nave. El obelisco tiene 107 m de altura, y tiene un recubrimiento de titanio, gracias a una sugerencia de Serguéi Koroliov. Frente al obelisco se encuentra una estatua de Konstantín Tsiolkovski, precursor de la astronáutica. Frente a la base del monumento, se encuentra inscrito un poema en ruso:

¡Y la recompensa a nuestros esfuerzos fue que,

habiendo triunfado sobre la opresión y la oscuridad,

hemos forjado las alas de fuego

para nuestra nación

y nuestro siglo!
И наши тем награждены усилья,

Что поборов бесправие и тьму,

Мы отковали пламенные крылья

Своей

Стране

И веку своему!

Debajo del poema y en letras más pequeñas, se encuentra la dedicatoria:

(Este monumento fue construido para conmemorar los sobresalientes logros del pueblo soviético en exploración espacial), 1964.
В ознаменование выдающихся достижений советского народа в освоении космического пространства сооружен этот монумент"

Los dos costados de la base del monumento están decorados con relieves que representan a los hombres y mujeres del programa espacial soviético: científicos, ingenieros, obreros, y cosmonautas, entre otros; realizando actividades propias de sus profesiones.
A principios de 2006, el monumento y el área circundante no se encontraban en muy buenas condiciones; pero los funcionarios de la ciudad mencionan sus planes de limpiar el monumento y embellecer el área. En 2006, el arquitecto jefe de Moscú, Alexander Kuzmin, anunció planes para la creación de una plaza redonda con una representación esquemática del Sistema Solar y un monumento a Sergey Korolyov cerca del monumento.